# Alex Trebek
Alex Trebek, właśc. George Alexander Trebek (ur. 22 lipca 1940 w Sudbury, zm. 8 listopada 2020 w Los Angeles) – kanadyjsko-amerykański prezenter telewizyjny i aktor. Prowadzący teleturniej Jeopardy! od 1984 do śmierci.

## Życiorys
Urodził się w Sudbury w Kanadzie. Rozpoczął edukację w szkole jezuickiej, a następnie ukończył studia na Uniwersytecie w Ottawie z dyplomem z filozofii. W 1966 roku był gospodarzem teleturnieju Reach for the Top. W 1973 roku przeniósł się do Stanów Zjednoczonych i pracował dla NBC jako gospodarz teleturnieju The Wizard of Odds. Przełomem w jego karierze był teleturniej Jeopardy!, który prowadził nieprzerwanie od 1984 roku. 
Trebek był synem George'a Edwarda Terebeychuka, pochodzącego z Nuyno w obwodzie wołyńskim na Ukrainie, który był szefem kuchni w hotelu King Edward w Toronto, oraz Lucille Marie Lagace, kobiety z Quebecu.
Trebek poślubił Elaine Callei, bizneswoman i byłego króliczka Playboya, w 1974 roku. Małżeństwo trwało do 1981 roku, ale nie mieli własnych dzieci, chociaż para wychowywała córkę Callei, Nicky z poprzedniego związku. Nicky pracowała w Hollywood w różnych rolach, w tym w teleturnieju swojego ojczyma w zespole produkcyjnym. Trebek poślubił Jeana Currivana, kierownika projektu nieruchomości z Nowego Jorku, w 1990 roku i mają dwoje dzieci. Syn Matthew kontynuował tradycję swojego dziadka jako szef kuchni i właściciel restauracji w Nowym Jorku, będąc właścicielem wielu restauracji w rejonie Harlemu. Ich córka Emily jest agentem nieruchomości w okolicach Los Angeles.

## Wyróżnienia
Zdobył osiem nagród Emmy jako wybitny gospodarz teleturnieju (1989-90, 2003, 2006, 2008, 2019-21, wszystko dla Va banque), a także posiada swoją gwiazdę na Hollywoodzkiej Alei Gwiazd(gwiazde pokazano w filmie "S.W.A.T"
.